# Copa del Generalísimo de baloncesto 1945
La Copa del Generalísimo de baloncesto o el Campeonato de España 1945 fue la número 9.º, donde su final se disputó en el Pista Gran Vía de Barcelona el 22 de julio de 1945.
En esta edición se introduce un revolucionario sistema en el formato competitivo (cada vez más cercano al de la futura Liga): un bloque de siete equipos formado por tres madrileños, tres catalanes y un aragonés disputan una liguilla a una sola vuelta en la que cada equipo juega tres partidos en casa y tres fuera. Otros 14 equipos participan en diferentes rondas eliminatorias hasta que finalmente quedan tan sólo dos supervivientes, que se enfrentan en los cuartos de final a los dos equipos clasificados tras la liguilla anterior.

## Equipos clasificados
En dicha edición participaron un total de 23 equipos, de 11 regiones.
- Región centro (4): Real Madrid CF, América BC Madrid, Canoe NC Madrid, SEU Madrid, Águilas FJ de Valladolid
- Cataluña (4): CF Barcelona, CD Layetano, UE Montgat, Centro Católico de Hospitalet
- Levante (3): Gimnasio Valencia, CD Castellón, Glut de Alicante
- Aragón (2): CN Helios, UD Huesca
- Galicia (2): CD Juventus Vigo, Acción Católica de Marín
- Asturias (2): GC Covadonga de Gijón, Juventud SEU de Gijón
- Cantabria (1): FJ Torrelavega
- Guipúzcoa (1): Guardia Municipal de San Sebastián
- Baleares (1): CD Hispania
- Región sur (1): FJ Almería
- Norte de África (1): SD Tánger

## Liguilla de clasificación
Siete equipos disputan una liguilla a una sola vuelta en la que cada equipo juega tres partidos en casa y tres fuera. Los dos primeros acceden directamente a semifinales, mientras que el tercero y el cuarto han de disputar la ronda de cuartos de final.
| Pos. | Equipo         | PJ | G | P | GF  | GC  | DG   | Pts | Clasificación o descenso      |       | LAY   | BAR   | MON   | RMB   | AME   | SEU   | HUE   |
| ---- | -------------- | -- | - | - | --- | --- | ---- | --- | ----------------------------- | ----- | ----- | ----- | ----- | ----- | ----- | ----- | ----- |
| 1    | CD Layetano    | 6  | 5 | 1 | 365 | 189 | +176 | 11  | Clasifican a las Semifinales  |       | —     | –     | 64–41 | 75–27 | –     | 84–17 | –     |
| 2    | CF Barcelona   | 6  | 4 | 2 | 254 | 210 | +44  | 10  | Clasifican a las Semifinales  |       | 50–44 | —     | –     | –     | 47–45 | –     | 60–26 |
| 3    | UE Montgat     | 6  | 4 | 2 | 262 | 211 | +51  | 10  | Acceso a los Cuartos de final |       | 29–28 | –     | —     | –     | –     | 60–24 | 37–14 |
| 4    | Real Madrid CF | 6  | 4 | 2 | 202 | 207 | −5   | 10  | Acceso a los Cuartos de final |       | –     | 35–30 | 27–44 | —     | 45–18 | –     | –     |
| 5    | América BC     | 6  | 3 | 3 | 199 | 238 | −39  | 9   |                               |       | 27–48 | –     | 54–51 | –     | —     | 26–24 | –     |
| 6    | SEU Madrid     | 5  | 1 | 4 | 169 | 272 | −103 | 6   |                               | –     | 31–39 | –     | 20–43 | –     | —     | 53–20 |       |
| 7    | UD Huesca      | 6  | 0 | 6 | 130 | 254 | −124 | 6   |                               | 27–50 | –     | –     | 20–25 | 23–29 | –     | —     |       |

 Fuente: Linguasport
Notas:
1. 1 2 3  Ver liga de desempate.

### Liga de desempate
UE Montgat, CF Barcelona y Real Madrid CF, empatados a puntos en segunda posición, tuvieron que disputar un desempate en Zaragoza para decidir qué equipo accedería directamente a semifinales. Los tres enfrentamientos, celebrados el 31 de mayo quedaron de la siguiente forma:
| Pos. | Equipo         | PJ | G | P | GF | GC  | DG  | Pts |  | BAR | MON   | RMB   |
| ---- | -------------- | -- | - | - | -- | --- | --- | --- |  | --- | ----- | ----- |
| 1    | CF Barcelona   | 2  | 2 | 0 | 68 | 49  | +19 | 4   |  | —   | 28–26 | 40–23 |
| 2    | UE Montgat     | 2  | 1 | 1 | 99 | 50  | +49 | 3   |  | –   | —     | 73–22 |
| 3    | Real Madrid CF | 2  | 0 | 2 | 45 | 113 | −68 | 2   |  | –   | –     | —     |

 Fuente: Linguasport

## Fase de clasificación
Un total de catorce equipos participan en hasta tres rondas eliminatorias hasta que finalmente quedan tan sólo dos supervivientes, que se enfrentan en los cuartos de final a los dos equipos clasificados tras la liguilla anterior.

### Primera ronda
Los partidos de ida se jugaron el 15 de abril  y los de vuelta el 22 de abril.

Nota: Debido a la irregularidad del calendario en esta primera fase no han sido rescatados todos los resultados de dicha fase, en caso de no haber sido rescatado se indicará con ND (No Determinado).

| Equipo 1                      | Agr.  | Equipo 2          | Ida   | Vuelta |
| ----------------------------- | ----- | ----------------- | ----- | ------ |
| Juventud SEU                  | 75–30 | CD Juventus       | 44–9  | 31–21  |
| CD Hispania                   | 46–49 | Gimnasio Valencia | 25–21 | 21–28  |
| Acción Católica de Marín      | ND    | Águilas FJ        | 19–18 | ND     |
| SD Tánger                     | 60–70 | Canoe NC          | 24–28 | 36–42  |
| FJ Torrelavega                | ND    | GC Covadonga      | ND    | 31–33  |
| CN Helios                     | ND    | Guardia Municipal | ND    | 44–27  |
| FJ Almería                    | 2–0   | Glut              | 2–0   |        |
| Centro Católico de Hospitalet | 2–0   | CD Castellón      | 2–0   |        |

### Segunda ronda
Los partidos de ida se jugaron el 29 de abril y los de vuelta el 6 de mayo.
| Equipo 1     | Agr.  | Equipo 2                      | Ida   | Vuelta |
| ------------ | ----- | ----------------------------- | ----- | ------ |
| CN Helios    | 60–92 | Centro Católico de Hospitalet | 25–39 | 35–53  |
| FJ Almería   | 44–61 | Gimnasio Valencia             | 37–42 | 7–19   |
| Juventud SEU | 63–46 | GC Covadonga                  | 56–30 | 7–16   |
| Águilas FJ   | 48–83 | Canoe NC                      | 25–33 | 23–50  |

### Tercera ronda
Los partidos de ida se jugaron el 13 de mayo y los de vuelta el 20 de mayo.
| Equipo 1          | Agr.  | Equipo 2                      | Ida   | Vuelta |
| ----------------- | ----- | ----------------------------- | ----- | ------ |
| Gimnasio Valencia | 50–64 | Centro Católico de Hospitalet | 28–32 | 22–32  |
| Juventud SEU      | 46–81 | Canoe NC                      | 14–47 | 32–34  |

## Cuartos de final
Los partidos de ida se jugaron el 3 de junio y los de vuelta el 10 de junio.
| Equipo 1     | Agr.   | Equipo 2                      | Ida   | Vuelta |
| ------------ | ------ | ----------------------------- | ----- | ------ |
| CD Layetano  | Exento |                               |       |        |
| CF Barcelona | Exento |                               |       |        |
| UE Montgat   | 73–67  | Centro Católico de Hospitalet | 46–27 | 27–40  |
| Canoe NC     | 83–78  | Real Madrid CF                | 46–26 | 37–52  |

## Semifinales
Los partidos de ida se jugaron el 1 de julio y los de vuelta el 7 de julio.
| Equipo 1    | Agr.   | Equipo 2     | Ida   | Vuelta |
| ----------- | ------ | ------------ | ----- | ------ |
| UE Montgat  | 65–83  | CF Barcelona | 39–36 | 26–47  |
| CD Layetano | 144–70 | Canoe NC     | 82–29 | 62–41  |

## Final
| 22 de julio de 1945, 00:15 | CF Barcelona                                   | 37–34                                          | CD Layetano                                    |                                                             |  |
| 00:15 GTM+1                | Marcador por tiempos: 16–20, 15–11 (T.E.: 6–3) | Marcador por tiempos: 16–20, 15–11 (T.E.: 6–3) | Marcador por tiempos: 16–20, 15–11 (T.E.: 6–3) |                                                             |  |
|                            | Estadísticas Miquel Carreras 13                | Pts                                            | Estadísticas Eduardo Kucharski 15              | Pabellón: Pista Gran Vía, Barcelona Árbitros: Blas Sorribas |  |

| Campeón de la Copa del Generalísimo 1945 |
| ---------------------------------------- |
| CF Barcelona 2.º título                  |